# Мухамед Бакхати
Мухамед Фарид Бакхати (датум рођења и смрти непознати) је био египатски фудбалски везиста који је играо за Египат на Светском првенству у фудбалу 1934. Играо је и за Замалек СЦ.